# Eiler Christopher von Ahlefeldt
Eiler Christopher von Ahlefeldt (* 18. Mai 1736 in Nordskov, Dänemark; †  9. Mai 1806 in Altona) war ein deutsch-dänischer Amtmann.

## Leben
Er war der Sohn des Rittmeisters und Adligen Gutsherren Christoffer Friedrich von Ahlefeldt (1700–1749) und dessen Frau Regitze Sophie geb. von Gyldenkrone (1710–1792), Tochter des Barons Jürgen Gyldenkrone, (1682–1714), Herr auf Østbirk. 1755 war er zunächst Hofjunker und Kammerjunker der Prinzessin Sophie von Dänemark. Von Ahlefeldt diente 1760 noch als Kammerherr und war ab 1767 Amtmann von Dragsholm, Holbæk Kalundborg und Sæbygård. Bereits 1770 nahm er seinen Abschied, er ging nach Frankreich, wo er katholischer Abt und Kanoniker des Bischofssitzes Soissons wurde. Die Französische Revolution zwang ihn jedoch zur Emigration nach Deutschland, wo er letztendlich in Altona sesshaft wurde und im Mai 1806 starb.